# Șerban Ioan
Șerban Ioan (* 2. März 1948 in Bukarest) ist ein ehemaliger rumänischer Leichtathlet, der sich auf den Hochsprung spezialisiert hat. Seine größten Erfolge feierte er mit dem Gewinn zweier Bronzemedaillen bei Halleneuropameisterschaften. Seine Ehefrau Virginia Bonci-Joan ist ebenfalls als Hochspringerin aktiv.

## Sportliche Laufbahn
Erste internationale Erfahrungen sammelte Șerban Ioan vermutlich im Jahr 1964, als er bei den Europäischen Juniorenspielen in Warschau mit übersprungenen 1,95 m den siebten Platz belegte. 1967 siegte sie mit 2,10 m bei den Balkanspielen in Istanbul und im Jahr darauf gelangte er bei den Europäischen Hallenspielen in Madrid mit 2,05 m auf Rang 16. Zudem gewann er bei den Balkanspielen in Piräus mit 2,06 m die Bronzemedaille hinter den Jugoslawen Miodrag Todosijević und Leopold Milek. 1969 gewann er bei den Europäischen Hallenspielen in Belgrad mit 2,14 m die Bronzemedaille hinter dem Sowjetbürger Walentin Gawrilow und Henry Elliott aus Frankreich. Im Sommer siegte er mit 2,12 m bei den Balkanspielen in Sofia und gelangte bei den Europameisterschaften in Athen mit 2,08 m auf Rang Rang 13. Im Jahr darauf gewann er bei den Halleneuropameisterschaften in Wien mit 2,17 m die Bronzemedaille hinter dem Sowjetbürger Walentin Gawrilow und Gerd Dührkop aus der DDR. Bei den Balkanspielen in Bukarest gewann er mit 2,11 m die Silbermedaille hinter dem Griechen Ioannis Kousoulas und bei der Sommer-Universiade in Turin gewann er mit 2,15 m die Bronzemedaille hinter dem Sowjetbürger Walentin Gawrilow und Erminio Azzaro aus Italien. 1971 siegte er mit 2,14 m bei den Balkanspielen in Zagreb und stellte damit einen neuen Spielerekord auf. Im Jahr darauf gewann er bei den Balkanspielen in Izmir mit 2,17 m die Silbermedaille hinter dem Griechen Vasilios Papadimitriou. Anschließend nahm er an den Olympischen Sommerspielen in München teil und gelangte dort mit 2,10 m im Finale auf Rang 16. 1974 wurde er bei den Halleneuropameisterschaften in Göteborg mit 2,10 m 17. und bei den Balkanspielen in Sofia mit 2,17 m die Silbermedaille hinter dem Jugoslawen Danial Temim und im Jahr darauf gewann er bei den Balkanspielen in Bukarest mit 2,08 m die Bronzemedaille hinter dem Griechen Dimitrios Patronis und Temim aus Jugoslawien. Daraufhin trat er nicht mehr international in Erscheinung.
In den Jahren von 1967 bis 1970 sowie 1972 und 1974 wurde Ioan rumänischer Meister im Hochsprung.